# Spananthe paniculata
Spananthe paniculata är en flockblommig växtart som beskrevs av Nikolaus Joseph von Jacquin. Spananthe paniculata ingår i släktet Spananthe och familjen flockblommiga växter. Utöver nominatformen finns också underarten S. p. peruviana.